# Авріл і підроблений світ
«Авріл і підроблений світ» (фр. Avril et le Monde truqué) — міжнародно-спродюсований анімаційний науково-фантастичний фільм-трилер у стилі стімпанк, знятий Крістіаном Дімаром і Франкои Екінджі. Світова прем'єра стрічки відбулась 15 червня 2015 року на Аннеському міжнародному анімаційному кінофестивалі. Фільм розповідає про дівчину на ім'я Авріл, яка вирушає на пошуки своїх зниклих батьків-вчених.

## У ролях
| Актор              | Роль                                   |
| ------------------ | -------------------------------------- |
| Маріон Котіяр      | Авріл Франклін                         |
| Філіпп Катрін      | Дарвін                                 |
| Жан Рошфор         | Проспер «Попс» Франклін (дідусь Авріл) |
| Олів'є Гурме       | Поль Франклін (батько Авріл)           |
| Маша Грено         | Аннель Франклін (мати Авріл)           |
| Марк-Андре Гронден | Джуліус                                |
| Булі Ланнерс       | Гаспар Пізоні                          |
| Анн Косенс         | Шимен                                  |
| Бенуа Брієр        | Родріг                                 |

## Виробництво
Фільм був виконаний в стилі графічних романів Жака Тарді. Сам Тарді виступив графічним дизайнером «Авріл».

## Сприйняття

### Критика
Фільм отримав позитивні відгуки від кінокритиків. На вебсайті Rotten Tomatoes стрічка має рейтинг 98 % за підсумком 44 рецензій, а її середній бал становить 7,8/10. На Metacritic фільм отримав 85 балів зі 100 на підставі 17 рецензій, що вважається «цілком позитивним».

### Визнання
| Нагороди та номінації фільму «Авріл і підроблений світ» | Нагороди та номінації фільму «Авріл і підроблений світ» | Нагороди та номінації фільму «Авріл і підроблений світ» | Нагороди та номінації фільму «Авріл і підроблений світ» | Нагороди та номінації фільму «Авріл і підроблений світ» | Нагороди та номінації фільму «Авріл і підроблений світ» |
| Рік                                                     | Кінопремія / Кінофестиваль                              | Категорія / Нагорода                                    | Номінант                                                | Результат                                               |                                                         |
| ------------------------------------------------------- | ------------------------------------------------------- | ------------------------------------------------------- | ------------------------------------------------------- | ------------------------------------------------------- | ------------------------------------------------------- |
| 2015                                                    | Аннеський міжнародний анімаційний кінофестиваль         | Найкращий анімаційний фільм                             | «Авріл і підроблений світ»                              | Перемога                                                |                                                         |
| 2016                                                    | Кіноремія «Сезар»                                       | Найкращий анімаційний фільм                             | «Авріл і підроблений світ»                              | Номінація                                               |                                                         |